# Fokker 100
Fokker 100 je středně velký dvoumotorový proudový dopravní letoun, navržený a postavený nizozemskou společností Fokker. Je určený k provádění krátkých a středně dlouhých letů. Jeho kapacita je ve standardní situaci 108 pasažérů. 
První let proběhl 30. listopadu 1986 z letiště Schiphol a v roce 1987 se stal největším nizozemským letounem. Spolu s turbovrtulovým letounem Fokker 50 byl zaveden 15. února 1988. 
Fokker 100 měl nahradit starší model Fokker F.28 Fellowship z něhož vychází, který byl schopný pojmout až 85 pasažérů. Základním rozdílem od F.28-400 je prodloužený trup, v jehož kabině lze umístit při rozteči 0,81 m až 107 sedadel. Rekonstrukcí prošlo také křídlo s vyšší aerodynamickou účinností. Původní dvojice pohonných jednotek F.28 byla nahrazena ekonomičtějšími motory Rolls-Royce Tay 620-15 o tahu po 61,6 kN. Posádku tvoří dva piloti a dva až tři palubní průvodčí.
Po bankrotu společnosti Fokker roku 1996 se výroba letounů zastavila. Nová nizozemská firma Rekkof ("Fokker" zapsaný pozpátku) od roku 1999 opět vyrábí letouny Fokker 100 a Fokker 70.[zdroj?]

## Specifikace
|                             | Fokker 100 Tay 620                                                                                                 | Fokker 100 Tay 650                                                                                                 |
| --------------------------- | --- | --- |
| Posádka kokpitu             | Dva | Dva |
| Kapacita sezení             | 122 (1-třída, maximum) 107 (1-třída, typicky) 97 (2-třídy, typicky)                                                | 122 (1-třída, maximum) 107 (1-třída, typicky) 97 (2-třídy, typicky)                                                |
| Rozteč sedadel              | 29 in (74 cm) (1-třída, maximum) 32 in (81 cm) (1-třída, typicky) 36 in (91 cm) & 32 in (81 cm) (2-třída, typicky) | 29 in (74 cm) (1-třída, maximum) 32 in (81 cm) (1-třída, typicky) 36 in (91 cm) & 32 in (81 cm) (2-třída, typicky) |
| Délka                       | 35,53 metre (116 ft 7 in)                                                                                          | 35,53 metre (116 ft 7 in)                                                                                          |
| Rozpětí                     | 28,08 metre (92 ft 2 in)                                                                                           | 28,08 metre (92 ft 2 in)                                                                                           |
| Nosná plocha                | 93,5 square metre (1 006 sq ft)                                                                                    | 93,5 square metre (1 006 sq ft)                                                                                    |
| Výška                       | 8,50 metre (27 ft 11 in)                                                                                           | 8,50 metre (27 ft 11 in)                                                                                           |
| Průměr trupu                | 3,30 m (10 ft 10 in)                                                                                               | 3,30 m (10 ft 10 in)                                                                                               |
| Šířka kabiny                | 3,10 m (10 ft 2 in)                                                                                                | 3,10 m (10 ft 2 in)                                                                                                |
| Výška kabiny                | 2,01 m (6 ft 7 in)                                                                                                 | 2,01 m (6 ft 7 in)                                                                                                 |
| Typická prázdná hmotnost    | 24 375 kilogram (53 738 lb)                                                                                        | 24 541 kilogram (54 104 lb)                                                                                        |
| Maximální vzletová hmotnost | 43 090 kilogram (95 000 lb)                                                                                        | 45 810 kilogram (100 990 lb)                                                                                       |
| Max. užitečné zatížení      | 11 242 kilogram (24 784 lb)                                                                                        | 11 993 kilogram (26 440 lb)                                                                                        |
| Max. cestovní rychlost      | 845 km/h (525 mph, 456 uzlů), Mach 0.77                                                                            | 845 km/h (525 mph, 456 uzlů), Mach 0.77                                                                            |
| Dolet (plná zátěž)          | 1 323 námořních mil (2 450 km)                                                                                     | 1 710 námořních mil (3 170 km)                                                                                     |
| Délka vzletu při MTOW       | 4 988 stop (1 520 m)                                                                                               | 5 319 stop (1 621 m)                                                                                               |
| Kapacita paliva             | 13 365 L (2 940 imp gal; 3 531 US gal)                                                                             | 13 365 L (2 940 imp gal; 3 531 US gal)                                                                             |
| Dostup                      | 35 000 ft (11 000 m)                                                                                               | 35 000 ft (11 000 m)                                                                                               |
| Motory (2x)                 | Rolls-Royce Tay Mk 620-15                                                                                          | Rolls-Royce Tay Mk 650-15                                                                                          |
| Tah                         | 13 850 lbf (61,6 kN)                                                                                               | 15 100 lbf (67,2 kN)                                                                                               |

- Notes: Data are provided for reference only. Tay 620=Rolls-Royce Tay Mk 620-15 and Tay 650=Rolls-Royce Tay Mk 650-15
- Sources: airliners.net,[1] aer.ita.br[2]